# ED50
ED 50 (European Datum 1950) é um datum geodésico definido após a Segunda Guerra Mundial com vista à interligação das redes geodésicas internacionais.
No decorrer da Segunda Guerra Mundial as diferenças entre os datuns das cartas da Alemanha, Holanda, Bélgica e França, colocaram graves problemas ao exércitos em combate, sobretudo à aviação e artilharia, para quem a navegação ou localização de alvos em mapas era fundamental; em diversas ocasiões o fogo caiu no destino errado porque o sistema de coordenadas era diferente, senão mesmo incompatível. Terminada a guerra iniciaram-se as conversações que fariam do ED50 o datum comum para a cartografia da maior parte da Europa Ocidental, onde continua a ser utilizado, excepto na Grã Bretanha, Irlanda, Suécia e Suíça que continuaram com datums próprios.
O ED50 é baseado na Elipsóide Internacional de 1924 (Elipsóide Hayford de 1909), que se baseia num raio do equador de 6378.388 km, achatada na proporção de 1:297, e que era vastamente utilizado até aos anos 1980 em todo o mundo, até ao aparecimento e a introdução do GRS80 e WGS84.
O centro da rede geodésica do datum ED50 está localizado em Frauenkirche (Munique), na Baviera, e que correspondia ao "ponto central" da Europa Ocidental durante a Guerra Fria. O ED50 estava também no centro do sistema NATO de coordenadas (Gauss-Krüger e UTM) até aos anos 1980.

## A passagem do datum ED50 para o WGS84
As linhas de longitude e a latitude são coincidentes na região de Arkhangelsk, na Rússia, mas à medida que avançam para oeste através da Europa, os meridianos no ED50 afasta-se gradualmente dos em WGS84, chegado o afastamento aso 100 metros para oeste em Portugal e na Galiza em Espanha. O mesmo sucede para Sul, com as latitude em ED50 gradualmente a ficarem mais para Sul que as em WGS84, cerca de 100 m sul no Mediterrâneo.